# Challenger de Numea 2014
El torneo Challenger BNP Paribas de Nouvelle-Calédonie 2014 es un torneo profesional de tenis. Pertenece al ATP Challenger Tour 2014. Se disputará su 11.ª edición sobre superficie dura, en Numea, Nueva Caledonia entre el 30 de diciembre y el 5 de enero de 2013.

## Jugadores participantes del cuadro de individuales

### Cabezas de serie
| Favorito | País                        | Jugador           | Rank1 | Posición en el torneo |
| -------- | --------------------------- | ----------------- | ----- | --------------------- |
| 1        | Bandera de Colombia         | Alejandro Falla   | 99    | CAMPEÓN               |
| 2        | Bandera de los Países Bajos | Jesse Huta Galung | 101   | Segunda ronda         |
| 3        | Bandera de Eslovaquia       | Martin Klizan     | 108   | Primera ronda         |
| 4        | Bandera de Bélgica          | David Goffin      | 110   | Segunda ronda, retiro |
| 5        | Bandera de Estados Unidos   | Denis Kudla       | 114   | Cuartos de final      |
| 6        | Bandera de España           | Pere Riba         | 126   | Segunda ronda         |
| 7        | Bandera de Canadá           | Peter Polansky    | 141   | Segunda ronda         |
| 8        | Bandera de Bélgica          | Ruben Bemelmans   | 148   | Segunda ronda         |

- 1 Se ha tomado en cuenta el ranking del día 23 de diciembre de 2013.

### Otros participantes
Los siguientes jugadores recibieron una invitación, por lo tanto ingresan directamente al cuadro principal (WC):
- Albano Olivetti
- Jose Rubin Statham
- Enzo Couacaud
- Mathias Bourgue

Los siguientes jugadores ingresan al cuadro principal tras disputar el cuadro clasificatorio (Q):
- Huang Liang-chi
- Ante Pavić
- Kimmer Coppejans
- Austin Krajicek

## Jugadores participantes en el cuadro de dobles

### Cabezas de serie
| Favorito | País                      | Jugador         | País                      | Jugador            | Rank1 | Posición en el torneo |
| -------- | ------------------------- | --------------- | ------------------------- | ------------------ | ----- | --------------------- |
| 1        | Bandera de Estados Unidos | Austin Krajicek | Bandera de Estados Unidos | Tennys Sandgren    | 235   | CAMPEONES             |
| 2        | Bandera del Reino Unido   | Brydan Klein    | Bandera de Nueva Zelanda  | Jose Rubin Statham | 307   | Cuartos de final      |
| 3        | Bandera de España         | Adrián Menéndez | Bandera de Nueva Zelanda  | Artem Sitak        | 312   | Primera ronda         |
| 4        | Bandera de Estados Unidos | Denis Kudla     | Bandera de Canadá         | Peter Polansky     | 415   | Cuartos de final      |

- 1 Se ha tomado en cuenta el ranking del día 23 de diciembre de 2013.

## Campeones

### Individual Masculino
- Alejandro Falla  derrotó en la final a  Steven Diez, 6-2, 6-2.

### Dobles Masculino
- Austin Krajicek /  Tennys Sandgren derrotaron en la final a  Ante Pavić /  Blaž Rola por 7-6(4), 6-3.